# Радослав Хлапен
Радослав Хлапен (на сръбски: Радослав Хлапен) е властел в Македония през XIV век. Хлапен управлява самостоятелно владение с център Костур и обхващащо и съседните землища на Бер и Воден. Претендира за Тесалия в опит да я придобие от Симеон Синиша.
Ктитор е на манастира и църквата на Кучевище, край столицата Скопие.

## Биография
Радослав Хлапен започва възхода си на властел като войвода при Стефан Душан. Участва в завоеванията му на юг. Както и останалите властели е замесен в интригите между Йоан Кантакузин и Стефан Душан. През 1351 година подкрепя Кантакузин заедно с Толислав, с който изразяват готовност да се подчинят на Византия.
След смъртта на царя през 1355 г. е владетел на апанажа в Македония, подчинявайки се на новия цар – Стефан Урош V (1355 – 1371). Непосредственият му съседен владетел и управител на Трикала – Прелюб или Гъргур Прелюб е убит в сражение и неговата вдовица Ирина заедно със сина си Тома Прелюбович е приета в неговото владение. Тя се омъжва за междувременно за овдовелия Хлапен. Взима бащинията на покойния кесар в Мариово по поречието на река Черна.
От брака си с Ирина, Радослав Хлапен вероятно е имал три дъщери:
1. Елена, която била омъжена за Йован Урош, а после и за Марко Мърнявчевич;
2. Мария, която е била омъжена за Алексий Ангел Филантропин, владетел на Трикала;
3. дъщеря с неизвестно име, омъжена за Никола Багас[3].

През 1359 г. Радослав Хлапен предприема офанзива в съседна Тесалия срещу полубрата на Душан – Синиша, под което име е известен Симеон Урош Палеолог (1359 – 1370), като това време превзема крепостта Дамасис, разположен в северната част на Тесалия. Военните действия са спрени с мирно споразумение, по силата на което доведеният син на Радослав Хлапен Тома се жени за дъщерята на Синиша – Мария Ангелина Дукина Палеологина. Като васал на своя доведен баща, Тома получил за управление град Воден и части от Мариово. 
След Чирменската битка, Хлапен се превръща в един от най-мощните регионални владетели в Македония, а дъщеря му Елена е съпруга на Крали Марко. Не е известна годината на смъртта на Хлапен, но тя е най-вероятно между 1383 и 1385.